# SPECTRA
SPECTRA is een Belgisch ensemble voor nieuwe muziek dat in 1993 werd opgericht. Filip Rathé is artistiek leider en dirigent.
SPECTRA bouwt tal van trajecten uit met in Vlaanderen wonende componisten en promoot hun werk in internationale en historische context. Het creëert vele opdrachtwerken in constante dialoog met referentiewerken uit het recente verleden. SPECTRA biedt een ruime waaier aan presentatievormen en werkt samen met componisten, theatermakers, beeldend kunstenaars en schrijvers in de opbouw van niet-dogmatische programma's en eigenzinnige vertolkingen. Hieruit groeiden samenwerkingen met o.a. Luca Francesconi, Stefano Gervasoni, Philippe Hurel, Guy Cassiers, Fabrice Murgia, Philippe Blasband, Peter Verhelst e.a. SPECTRA treedt op binnen en buiten Europa en op festivals als Ars Musica (B), Transit (B), Festival Musica Nova (Brazilië), November Music Festival (NL), Musica Sacra (NL), Oerol Festival (NL), Huddersfield Contemporary Music Festival (GB), het Traiettorie Festival (It), de Biennale Venezia (It), World Music Days 2010 Sydney (Au), Gaida Festival (Lt), Musica Strasbourg (F) en het Festival Internacional de Buenos Aires (ARG). Ten slotte deelt SPECTRA haar expertise in de Master na Master opleiding in de interpretatie van hedendaagse muziek in samenwerking met de School of Arts Gent.